# Bremen Roosters
Die Bremen Roosters (Eigenschreibweise in Großbuchstaben) waren eine deutsche Basketball-Mannschaft aus Bremen. Sie ging 2002 aus der Basketballabteilung des TSV Lesum hervor. Nach der Saison 2008/2009 erfolgte aus wirtschaftlichen Gründen der Rückzug aus der 2. Basketball-Bundesliga und die Auflösung. Das Spielrecht wurde vom Verein SG Oslebshausen übernommen, der damit ab der Saison 2009/2010 in der 1. Regionalliga an den Start ging. Vom Verein SG Oslebshausen erfolgte im Dezember 2010 der Rückzug aus der Regionalliga aus finanziellen Gründen.

## Geschichte
Zur Saison 2002/2003 stieg der TSV Lesum aus der Regionalliga in die 2. Bundesliga Nord auf. Die Saison wurde mit dem 12. Platz beendet. Nach der Saison wurde die Lizenz der ersten Herrenmannschaft an die neu gegründete Bremen Roosters GmbH übertragen. In den Folgejahren wurden die Platzierungen sieben, sechs und 14 erzielt. 2003 wurde der vorherige Assistenztrainer Ingo Enskat neuer Cheftrainer und damit Nachfolger von Rolf Zehlen.
Am Jahresende 2005 stand die Mannschaft sieglos auf dem letzten Tabellenplatz der 2. Bundesliga Nord. Nach 16 Saisonniederlagen gab Trainer Rolf Peil seinen Rücktritt bekannt, übergangsweise rückte Assistenztrainer James Redmond ins Cheftraineramt auf, ehe Nenad Josipović neuer Trainer wurde. Der Kroate führte die Mannschaft, die in der Hinrunde ausschließlich Niederlagen eingesteckt hatte, noch zum Klassenerhalt, was der Verein als „Wunder von der Lesum“ bezeichnete. Den Bremen gelang in der nachfolgenden Saison 2006/07 unter Josipović der Schritt in die neugegründete 2. Bundesliga ProA. In der Sommerpause 2007 gab es Erwägungen, die ProA-Teilnahmeberechtigung an den FC Bayern München oder den Unternehmer Hans-Jürgen Jessen abzugeben, der eine Mannschaft in Hamburg aufbauen wollte. Der Umzug nach Hamburg scheiterte kurz vor der Einigung, Roosters-Geschäftsführer Burak Canboy entschied sich zum Verbleib in Bremen. Der Serbe Rade Vojnović wurde 2007 neuer Bremer Trainer, im November 2007 verließ er die Mannschaft, die fortan vom vorherigen Assistenztrainer Nedim Hızlıateş betreut wurde.
Seit Zugehörigkeit zur Pro A im Spieljahr 2007/2008 trug die Mannschaft ihre Spiele bei der SG Oslebshausen e. V. in der Sperberstraße aus. Die Saison 2007/2008 beendeten die Bremer auf dem elften Platz.  Im Mai 2008 wurde Nenad Josipović als Trainer zurückgeholt. Im Sommer 2008 wurde Patrick Elzie Manager der Bremer, Canboy gab als mittelfristiges Ziel der Mannschaft die Basketball-Bundesliga aus, nachdem die Bremer im Vorfeld der Saison 2008/09 ihre Bewerbung für eine Bundesliga-Teilnahmeberechtigung eingereicht, diese aber wieder zurückgezogen hatten.
Im Dezember 2008 wurde Elzie aus wirtschaftlichen Gründen entlassen, Canboy äußerte im selben Monat gegenüber der Zeitung Bremer Nachrichten, dass der Fortbestand der Mannschaft in Gefahr sei.
Am 2. Juni 2009 gaben die Bremen Roosters ihren Rückzug aus der 2. Basketball-Bundesliga bekannt. Das Spielrecht wurde auf den Verein SG Oslebshausen übertragen, der damit ab der Saison 2009/2010 in der 1. Regionalliga an den Start ging. Gesellschafter der Bremen Roosters GmbH waren zuletzt der beherrschende Gesellschafter Burak Canboy (ehemals BTS Neustadt, Delmenhorster TV), die Sporcan GmbH (zu 100 % in Besitz von Burak Canboy) sowie die SG Oslebshausen e. V. und die Messer & Schoelles GmbH (Andreas Messer, ehemaliger Präsident des Bremer Basketballverbands).
Die ehemalige NBBL-Mannschaft Team Bremen wurde vom TSV getragen, nicht von den Roosters. Es fand keine nennenswerte Kooperation mit Ursprungsverein, dem TSV Lesum-Burgdamm, mehr statt. Die Jugendkooperation wird später mit dem Vegesacker TV durchgeführt.
Am 14. Februar 2012 war die Liquidation der Bremen Roosters GmbH offiziell beendet, die Firma wurde aus dem Handelsregister gelöscht.

## Erfolge
- Saison 2002/2003 Aufstieg in die 2. BBL Nord
- Saison 2006/2007 Qualifikation für die ProA
- Saison 2008/2009 Qualifikation für den BBL-Pokal

## Trainer
| Amtszeit        | Trainer         |
| --------------- | --------------- |
| 2001–2003       | Rolf Zehlen     |
| 2003–2005       | Ingo Enskat     |
| 2005–01/2006    | Rolf Peil       |
| 01/2006–02/2006 | James Redmond   |
| 02/2006–2007    | Nenad Josipović |
| 2007            | Rade Vojnović   |
| 2007–2008       | Nedim Hızlıateş |
| 2008–2009       | Nenad Josipović |

### Bekannte ehemalige Spieler
- Omar Ba
- André Bade
- Eddie Cage
- Jens Hakanowitz
- Henning Haseleu
- Danny Herbst
- Nedim Hızlıateş
- Johannes Högemann
- Zeljko Kamenjasevic
- Jan Rinck
- Jens Schaefermeyer
- Terryl Woolery
- Philip Zwiener